# Rytigynia mutabilis
Rytigynia mutabilis är en måreväxtart som beskrevs av Robyns. Rytigynia mutabilis ingår i släktet Rytigynia och familjen måreväxter.
Artens utbredningsområde är Kongo-Kinshasa. Inga underarter finns listade i Catalogue of Life.